# Dragan Dimić
Dragan Dimić (sinh ngày 14 tháng 10 năm 1981) là một cầu thủ bóng đá người Serbia.

## Sự nghiệp câu lạc bộ
Dragan Dimić đã từng chơi cho FC Machida Zelvia.

## Thống kê câu lạc bộ

### J.League
| Đội               | Năm       | J.League | J.League | J.League Cup | J.League Cup | Tổng cộng | Tổng cộng |
| Đội               | Năm       | Trận     | Bàn      | Trận         | Bàn          | Trận      | Bàn       |
| ----------------- | --------- | -------- | -------- | ------------ | ------------ | --------- | --------- |
| FC Machida Zelvia | 2012      | 32       | 4        | -            | -            | 32        | 4         |
| Tổng cộng         | Tổng cộng | 32       | 4        | 0            | 0            | 32        | 4         |